# لباس جدید پادشاه

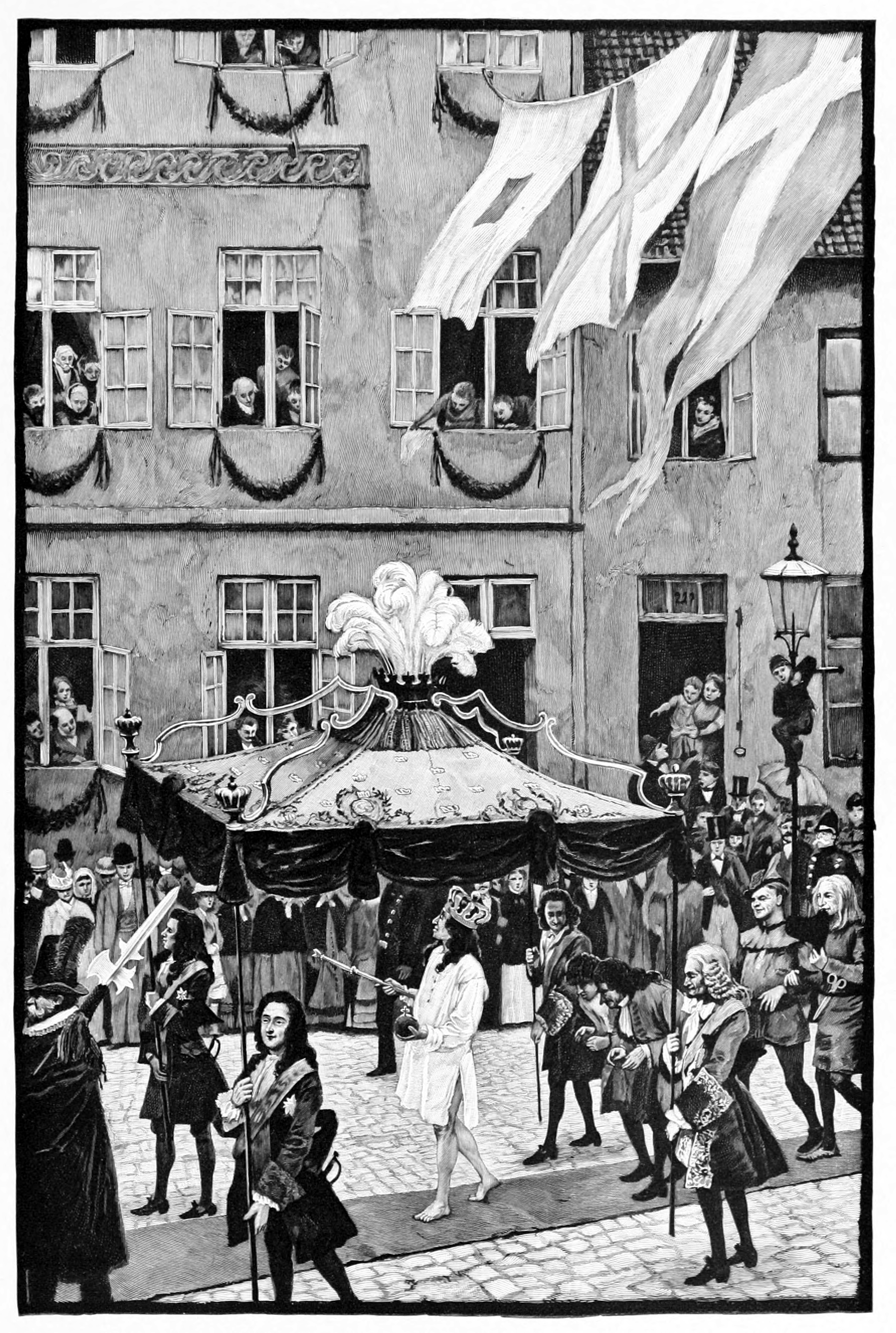
Illustration by Hans Tegner, 1900

«لباس جدید پادشاه» (دانمارکی: Kejserens nye klæder) داستان کوتاهی اثر نویسندهٔ دانمارکی هانس کریستین اندرسن است. داستان دربارهٔ دو جامه‌دوز است که به امپراتور قول یک لباس جدید را می‌دهند. «لباس جدید پادشاه» برای نخستین بار در تاریخ ۷ آوریل ۱۸۳۷ در کپنهاگ منتشر شد. این قصه به بیش از ۱۰۰ زبان دنیا ترجمه شده و عبارت «پادشاه لباس ندارد» به مثالی رایج در زبان‌های گوناگون تبدیل شده است.
اصل این داستان پیش از این در حکایت بیست و چهارم موش و گربه (قرن ۱۶ میلادی)، اثر بهاء الدین محمد عاملی مشهور به شیخ بهایی آمده است.
صداقت و راست‌گویی برجسته‌ترین مسئله‌ای است که در این داستان ستایش و نکوداشت شده است.

## خلاصه داستان
پادشاهی بود که علاقه شدیدی به لباس‌های زیبا و گران‌قیمت داشت و بیشتر وقت خود را صرف تعویض لباس و نمایش آن‌ها می‌کرد. روزی دو مرد به شهر آمدند و ادعا کردند که پارچه‌ای جادویی می‌بافند که فقط برای افراد دانا و شایسته قابل دیدن است. پادشاه که مشتاق لباس‌های خاص بود، آن‌ها را استخدام کرد.
این دو مرد شروع به کار کردند اما هیچ پارچه‌ای نبود. با این حال، آن‌ها تظاهر به بافتن می‌کردند و نخ‌های نامرئی را به نمایش می‌گذاشتند. وزیران و درباریان، هر یک به نوبت برای بازدید آمدند، اما چون چیزی نمی‌دیدند و نمی‌خواستند نادان یا نالایق به نظر برسند، وانمود می‌کردند که پارچه را تحسین می‌کنند. پادشاه نیز چنین کرد و دستور داد لباسی از آن پارچه برایش بدوزند.
در روز جشن، پادشاه در حالی که هیچ لباسی به تن نداشت، با غرور در خیابان راه افتاد و مردم نیز از ترس اینکه نادان یا نابینا شمرده شوند، شروع به تحسین لباس خیالی او کردند. تا اینکه کودکی فریاد زد: «اما پادشاه که هیچ لباسی نپوشیده!» ناگهان سکوت جمعیت شکست و همه فهمیدند که فریب خورده‌اند.

## تحلیل و تفسیر
این داستان نه‌تنها دربارهٔ غرور و خودشیفتگی حاکمان است، بلکه به ترس مردم از مخالفت با اکثریت و میل به همراهی با جمع (حتی به بهای نادیده گرفتن واقعیت) می‌پردازد. کودک نمادی از بی‌پیرایگی و صداقت است که بدون ترس حقیقت را می‌گوید.
برخی تحلیل‌گران مانند هالیس رابینز بر این باورند که داستان آندرسن دربردارندهٔ نقدهای پنهانی بر جامعهٔ بورژوازی، سیاست‌های شایسته‌سالاری، ارزش‌گذاری بر کار و هنر و گسترش قدرت مردم‌سالارانه در اروپای قرن نوزدهم است. در سال‌های اخیر نیز از این داستان در نقد سکوت و چشم‌پوشی جامعه در برابر فساد یا آزار در محیط‌های کاری استفاده شده است.

## خاستگاه داستان

مجسمه در اودنسه

آندرسن این داستان را با الهام از داستانی اسپانیایی در قرن چهاردهم از مجموعهٔ «کتاب مثال‌ها» (El Conde Lucanor) نوشت. در نسخهٔ اصلی، پارچه‌ای که توسط شیادان بافته می‌شود، فقط برای کسانی که پسر مشروع پدرشان هستند، قابل دیدن است. آندرسن با تغییر این عنصر، تمرکز را به غرور و خودبینی روشنفکرانه و درباری معطوف کرد.
نسخه‌هایی مشابه این داستان در فرهنگ‌های دیگر نیز وجود دارد، از جمله در هند در کتابی به نام «لیلاآوتی‌سارا» (قرن ۱۳ میلادی) که در آن پادشاهی به فریب لباسی جادویی که فقط برای فرزندان مشروع قابل رؤیت است، گرفتار می‌شود.

## در فرهنگ عامه
این داستان بارها به فیلم، تئاتر، انیمیشن و موسیقی اقتباس شده است. از جمله اقتباس‌های معروف آن:
- فیلم کوتاه روسی (۱۹۱۹)
- فیلم پویانمایی UPA در ۱۹۵۳
- نمایش موزیکال با بازی دنی کی در ۱۹۷۲
- اپیزودی در مجموعهٔ معروف «قصه‌های پریان با بازی ماپت‌ها»
- داستان طنزآمیز در بازی ویدئویی «Crusader Kings III» که به کسب عنوان امپراتور بدون لباس اشاره دارد

## اصطلاح‌شناسی
عبارت «پادشاه لباس ندارد» به استعاره‌ای برای وضعیت‌هایی تبدیل شده که در آن، جامعه از ترس قضاوت یا طرد شدن، واقعیتی آشکار را انکار یا نادیده می‌گیرد. این مفهوم به پدیده‌هایی مانند «نادانی جمعی»، «تمایل به همرنگی» یا «ترجیح سکوت بر مخالفت با جمع» مرتبط است.